# مجتبى الخليف
هيثم رمضان الخليف لاعب كرة قدم سعودي و يلعب في الوسط في نادي وج.

## الحياة الشخصية
هو شقيق اللاعبين بدر الخليف وهيثم الخليف.

## مسيرة اللاعب
لعب سابقاً في الفئات السنية في نادي العدالة ونادي الترجي ونادي النجوم ونادي الصفا ونادي العمران ونادي الطرف ونادي نيوم ونادي الإعتماد ونادي وج.